# Segrīk
Segrīk (persiska: سگریک, سِگريك) är en ort i Iran.   Den ligger i provinsen Västazarbaijan, i den nordvästra delen av landet, 700 km nordväst om huvudstaden Teheran. Segrīk ligger 2 401 meter över havet och antalet invånare är 433.
Terrängen runt Segrīk är lite bergig, och sluttar österut. Runt Segrīk är det ganska glesbefolkat, med 39 invånare per kvadratkilometer. Närmaste större samhälle är Seyah Cheshmeh, 11,7 km öster om Segrīk. Trakten runt Segrīk består i huvudsak av gräsmarker.